# Bockovac
Bockovac – wieś w Chorwacji, w żupanii osijecko-barańskiej, w gminie Viljevo. W 2011 roku liczyła 51 mieszkańców.